# 俠客風雲傳前傳
《俠客風雲傳前傳》（英語版名：Tale of Wuxia:The Pre-Sequel）是2016年的个人电脑武俠角色扮演遊戲，《俠客風雲傳》的前傳作品，由臺灣團隊河洛工作室開發，鳳凰遊戲於2016年9月28日發售，2017年8月15日於Steam發佈。
本作dlc「幽冥路」於2017年9月28日登場。

## 遊戲模式

### 玩法
遊戲採用第三人稱視角，使用滑鼠和鍵盤控制角色的行動。

戰鬥方式採回合制，擊倒所有敵人便可以勝利，我方人員全滅或指定人物死亡便會導致戰鬥失敗。

### 特色
- 時序系統：遊戲中，並無遊玩時間限制，且玩家可以在大地圖中隨意選擇想要前往的地方，但根據前往地點地距離，會消耗相應的時間[3]。
- 組隊系統：採用俠客小隊的形式，來推進劇情，讓玩家體驗這個全新動態的武林。玩家將在武林中交到不同朋友，進而邀請其成為隊友[4]。
- 天賦系統：每個角色都有其獨特的天賦，使每個角色的特點更加鮮明[5]。

## 劇情概述

### 背景
故事發生在《俠客風雲傳》的兩年前，武林时至乱世，中原既有少林，峨眉，武当等名门正派，亦有酆都这样的邪教异端，近年來外族势力天龙教也对中原虎视眈眈，大英雄小虾米神秘失踪后已经过去100多年，江湖上偶有势力相争，意图武林霸主之位。

此时，朝廷突发《法外三旬》法令，官府将不再过问江湖仇杀，一时间，各門派人人自危，屠杀灭门惨案更是举不胜举。

逍遙派弟子谷月轩和荆棘奉师傅之命外出查探此事，意外结识神秘少女卫紫绫三人结伴为解开这一切的幕后黑手而闯荡江湖，渐渐发现，这并不是简单的江湖仇杀，这一切的背后似乎有一只大手，正在操纵著这一切。

### 故事
故事開始於天龍教和酆都兩派爭奪武林霸主之位相互爭鬥起來，戰鬥結束後兩敗俱傷勝敗未分，暫時休兵以圖重來。

逍遙派弟子谷月軒和荊棘奉師尊無暇子之令前往援救弦劍山莊，並調查『法外三旬』之事，兩人到達弦劍山莊後，發現山莊已被自稱酆都的傀師所滅。

擊退傀師後，兩人回到逍遙谷回報山莊覆滅之事，並結識衛豹之女衛紫綾。

## 外部連結
- 官方网站
- 俠客風雲傳前傳的Facebook專頁
- 《俠客風雲傳前傳 （页面存档备份，存于）》的Steam頁面